# Simpatiche canaglie

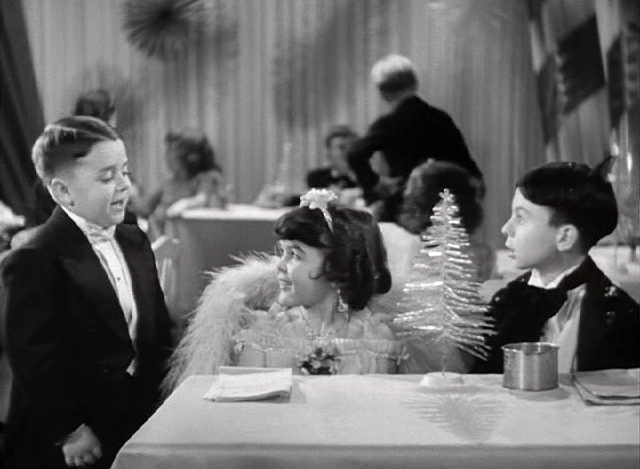
Una scena del film Our Gang Follies (1937)

Simpatiche canaglie (in inglese: Our Gang, conosciuta anche come The Little Rascals o Hal Roach's Rascals) è un serial statunitense di cortometraggi proiettati nei cinema dal 1922 al 1944, incentrato sulle avventure di un gruppo di bambini. Prodotta da Hal Roach, la serie è nota per il fatto di mostrare un comportamento relativamente naturale dei bambini, in quanto Roach e il regista originario Robert F. McGowan lavorarono per catturare le sfumature pure e grezze dell'essere bambino, piuttosto che portarli a recitare imitando lo stile degli adulti.
Ancora più notevole ed in anticipo sui tempi l'aver messo di fianco bambini e bambine, bianchi e neri in un gruppo omogeneo, una cosa che non era mai stata fatta prima nel cinema statunitense e che invece fu ripresa dopo il successo di Simpatiche canaglie.

## La serie

Spanky (primo da sinistra) in Attenti al clic con la partecipazione di Laurel & Hardy (1933)

Ideata da Hal Roach, la serie fu inizialmente muta, prodotta col titolo Hal Roach's Rascals: ogni episodio, della durata di 20 minuti (solo qualcuno di 30), aveva una trama a sé stante, con dei bambini come assoluti protagonisti. La regia di gran parte dei cortometraggi fu affidata al regista Robert F. McGowan, mentre il resto ad altri 13 direttori; Hal Roach e H. M. Walker (più altri nove scrittori) curavano la sceneggiatura con quest'ultimo che si occupava anche della stesura degli intertitoli. Quando Roach cambiò il distributore, passando dalla Pathé alla Metro-Goldwyn-Mayer (MGM) nel 1927, convertendo la serie al sonoro nel 1929, questa decollò ulteriormente. La produzione proseguì in questi studio fino al 1938, quando la serie fu venduta alla MGM, che continuò a produrla fino al 1944.
Simpatiche canaglie è composta da un totale di 220 cortometraggi più un film, General Spanky, nel quale appaiono ben 41 bambini della serie. Dato che in seguito all'acquisto la MGM ha mantenuto i diritti sul marchio originale Our Gang, a partire dal 1955 gli ottanta episodi sonori prodotti da Roach vennero trasmessi in syndication con il nuovo titolo di The Little Rascals. Sia il pacchetto The Little Rascals di Hal Roach (ora di proprietà della CBS Television Distribution) che il pacchetto Our Gang della MGM (ora di proprietà della Warner Bros. Entertainment) sono rimasti da allora in syndication, con alcune nuove produzioni apparse negli anni quali Piccole canaglie, prodotto nel 1994 dalla Universal Pictures.
A differenza di molte altre produzioni aventi bambini come protagonisti, spesso ambientate in un mondo fantasy, Hal Roach volle radicare fortemente la sua serie nella vita reale: la maggioranza dei bambini della serie è povera e la "gang" viene spesso fatta scontrare con i bambini ricchi e snob, con adulti e genitori zelanti ed altri avversari del genere. Rilevante era il fatto che la gang comprendeva anche bambine e bambini di colore in ruoli da protagonista in un'epoca in cui la discriminazione era ancora comune.

### L'approccio alla regia
Il regista Robert F. McGowan ha diretto gran parte degli episodi della serie fino al 1933, assistito dal nipote Robert Anthony McGowan, noto col nome d'arte di Anthony Mack. McGowan lavorò duramente per sviluppare uno stile che permettesse ai bambini di essere il più naturale possibile, mettendo in secondo piano l'impianto cinematografico. Le sceneggiature per i cortometraggi erano scritte dallo staff di Roach, all'interno del quale tra gli altri figurarono, in tempi diversi, Leo McCarey, Frank Capra, Walter Lantz e Frank Tashlin. I bambini, alcuni dei quali per altro erano talmente piccoli da non sapere ancora leggere, molto raramente vedevano la sceneggiatura; al contrario, era McGowan che spiegava la scena ai bambini immediatamente prima di girarla, dirigendoli poi usando un megafono ed incoraggiandoli continuamente ad improvvisare. Ovviamente quando si passò al sonoro alla fine degli anni Venti, McGowan fu costretto a rivedere leggermente il suo approccio, ma finché non lasciò la serie le sceneggiature non furono mai rigidamente seguite. Più tardi, registi quali Gus Meins e Gordon Douglas seguirono un approccio più razionale, anche per andare incontro alle esigenze sempre più sofisticate dell'industria del cinema di metà anni Trenta. In particolare Douglas fu costretto ad ottimizzare la sua regia quando Hal Roach fu obbligato a dimezzare la durata degli episodi da 20 a 10 minuti.

### Il casting
Man mano che i bambini diventavano troppo grandi per la serie venivano rimpiazzati con altri bambini, solitamente dell'area di Los Angeles. Venivano organizzate audizioni su scala nazionale in cui, per ogni singolo, ruolo venivano provinati migliaia di bambini. Norman "
Chubby" Chaney (che sostituì Joe Cobb), Matthew "Stymie" Beard (che sostituì Allen "Farina" Hoskins) e Billie "Buckwheat" Thomas (che sostituì Stymie) entrarono tutti nella serie dopo aver vinto un concorso. Anche quando non si era alla ricerca di un giovane talento, gli Studios erano bombardati da richieste di genitori convinti che il loro figlio fosse perfetto per la serie: tra questi ci furono effettivamente delle future stelle come Mickey Rooney e Shirley Temple, nessuno dei quali riuscì però a superare le selezioni.

### Attori afroamericani
Come già accennato, la serie di Hal Roach rappresentò una delle prime volte nella storia del cinema in cui si ritraeva eguaglianza tra bianchi e neri. I quattro attori bambini afroamericani che ricoprirono ruoli da protagonista nella serie furono Ernie "Sunshine Sammy" Morrison, Allen "Farina" Hoskins, Matthew "Stymie" Beard e Billie "Buckwheat" Thomas. Ernie Morrison fu in effetti il primo attore afroamericano a firmare un contratto a lungo termine nonché appunto la prima star nera nella storia di Hollywood.
Nella loro vita adulta, Morrison, Beard e Thomas divennero tra i più strenui difensori della serie Simpatiche canaglie dalle accuse di razzismo, sostenendo che il suo cast integrato e le sue storie innocenti erano tutto fuorché razziste e spiegando che anche i personaggi dei bambini bianchi erano similmente stereotipati: "il lentigginoso", "il grasso", "il bullo del vicinato", "la bella biondina", "il dispettoso" e così via. "Eravamo semplicemente un gruppo di bambini che si divertiva", ebbe a dire Stymie Beard. Ernie Morrison affermò che "quando si parlava di razze, Hal Roach non distingueva i colori." Anche altre minoranze, come gli asioamericani (Sing Joy, Allen Tong e Edward Zoo Hoo) e gli italoamericani (Mickey Gubitosi), erano rappresentate nella serie, con diversi livelli di stereotipizzazione.

## Storia della serie
La serie è stata trasmessa in tre differenti macroperiodi:
- Periodo muto (1922-1929)
- Periodo sonoro (1929-1938)
- Periodo MGM (1938-1944)

### 1922-1925: i primi anni
Roach disse che l'idea per la serie gli venne nel 1921, durante le audizioni per un'attrice-bambina che doveva comparire in uno dei suoi film. Questa bambina era, secondo lui, esageratamente truccata e innaturale e Roach non vedeva l'ora che l'audizione finisse. Dopo che la bambina e la madre ebbero lasciato l'ufficio, Roach guardò fuori dalla finestra verso un deposito di legname dall'altra parte della strada, dove vide un gruppo di bambini che stava litigando. I bambini avevano preso dei bastoni dalla legnaia per giocarci, ma il bambino più piccolo aveva preso il bastone più grande e gli altri cercavano di convincerlo a lasciarlo al bambino più grande. Dopo essersi reso conto di essere rimasto a guardare questo bisticcio tra bambini per 15 minuti, Roach pensò che una serie di cortometraggi incentrata su bambini che fossero semplicemente loro stessi sarebbe potuta essere un successo.
La serie nacque dalle ceneri di un altro progetto, poi abortito, di una serie d'avventure di un ragazzo nero chiamato "Sunshine Sammy", interpretato da Ernie Morrison. I titolari delle sale cinematografiche erano però diffidenti all'idea di mettere in scena un ragazzino di colore e così la serie terminò dopo che un solo episodio, The Pickaninny, fu prodotto. Il personaggio di "Sunshine Sammy", sempre interpretato da Morrison, divenne comunque un punto cardine delle Simpatiche canaglie.
Più tardi, sempre nello stesso anno (1921), sotto la supervisione di Charley Chase cominciarono i lavori sui primi cortometraggi a due bobine della nuova serie basata su bambini e animali, per la quale si era pensato al nome di Hal Roach's Rascals. Il regista Fred C. Newmeyer diresse la prima versione dell'episodio pilota, intitolato Our Gang, ma Roach demolì l'opera di Newmeyer e fece rigirare l'episodio all'ex pompiere Robert F. McGowan. Roach lo testò in diversi teatri attorno a Hollywood: il pubblico si mostrò molto ricettivo e la stampa cominciò a chiedere a gran voce "molte altre di queste commedie Our Gang". Fu così che l'uso colloquiale del termine Our Gang finì per diventare il secondo titolo ufficiale della serie (nonché il più popolare), con le locandine che recitavano "Our Gang Comedies: Hal Roach presents His Rascals in..." La serie venne chiamata ufficialmente sia Our Gang che Hal Roach's Rascals fino al 1932, quando Our Gang divenne l'unico titolo ufficiale della serie.
Il primo cast fu reclutato soprattutto tra i bambini raccomandati a Roach dai dipendenti dello studio, ad eccezione appunto di Ernie Morrison che era già sotto contratto con Roach per il precedente progetto. Tra le altre reclute figuravano Mary Kornman, figlia del fotografo di scena Gene Kornman; Mickey Daniels, figlio di amici; nonché Allen "Farina" Hoskins, Jack Davis, Jackie Condon e Joe Cobb, tutti amici di famiglia. Gran parte dei primi episodi vennero girati all'aperto e sul posto, con la presenza di una carovana di comici animali, come Dinah il mulo.
Il 10 febbraio 1922 il distributore di Roach, Pathé, fece uscire come primo episodio della serie One Terrible Day, in realtà il quarto episodio prodotto; l'episodio pilota Our Gang non fu invece distribuito fino al 5 novembre. Sin dall'inizio la serie riscosse un grande successo, grazie alla naturalezza nella recitazione dei bambini, ai simpatici personaggi animali ed alla regia di McGowan, abile a creare una combinazione vincente. I cortometraggi ottennero ottimi riscontri al botteghino e di lì alla fine del decennio molti dei bambini della serie apparvero come testimonial pubblicitari di prodotti commerciali.
I personaggi più celebri di quest'era erano Sunshine Sammy, Mickey Daniels, Mary Kornman ed il piccolo Farina, che alla fine divenne tanto il membro più popolare della gang quanto il più famoso attore bambino di colore degli anni Venti. Anche Daniels e Kornman erano molto celebri e furono spesso affiancati, oltre che nelle Simpatiche canaglie, anche in una versione adolescenziale successiva della serie, intitolata The Boy Friends, che Roach produsse dal 1930 al 1932. Altri attori della prima era della serie furono Eugene "Pineapple" Jackson, Scooter Lowry, Andy Samuel, Johnny Downs e Jay R. Smith.

### 1926-1929: nuovi volti e nuovo distributore
Dopo che Sammy, Mickey e Mary lasciarono la serie a metà anni Venti, la serie entrò in un periodo di transizione. Lo stress di dirigere dei bambini spinse Robert McGowan a prendersi dei periodi sabbatici - imposti dal medico - per esaurimento, lasciando al nipote Robert A. McGowan (accreditato come Anthony Mack) la regia di molti episodi di quel periodo. I corti diretti da Mack sono considerati tra quelli di livello minore della serie. Tra i volti nuovi si ricordano Bobby "Wheezer" Hutchins, Harry Spear, Jean Darling e Mary Ann Jackson, mentre il prode Farina funse da punto fermo ed elemento di continuità della serie.
Sempre in quest'epoca il cast si arricchì con l'ingresso di un American pit bull terrier con un cerchio attorno ad un occhio; chiamato inizialmente "Pansy", il cane divenne presto noto come Pete the Pup, l'animale più famoso di tutta la serie. Nel 1927, Hal Roach terminò il suo rapporto con la Pathé e firmò con la neonata Metro-Goldwyn-Mayer, che distribuì il suo primo episodio nel settembre del 1927. Il passaggio alla MGM offrì a Roach dei budget più alti e la possibilità che i suoi film venissero distribuiti con le caratteristiche MGM alla catena dei Loews Theatres.
Alcuni degli episodi di quest'epoca, in particolare Spook Spoofing (1928, uno degli appena due episodi in tre bobine della serie), contenevano lunghe scene della gang che tormentava e canzonava Farina, scene che hanno contribuito a sollevare accuse di razzismo alla serie.
Questi episodi segnarono l'addio di Jackie Condon, che era stato nel gruppo sin dall'inizio della serie.

### 1929-1931: l'era del sonoro
A partire dal 1928, gli episodi delle Simpatiche canaglie erano distribuiti con dei dischi fonografici che contenevano degli effetti musicali e sonori sincronizzati con il video. Nella primavera del 1929 gli stage di Roach vennero convertiti ed adibiti per la registrazione sonora, così che nell'aprile 1929 Our Gang fece il suo debutto nel cinema sonoro con un episodio di 25 minuti, Small Talk. Ci volle un anno affinché McGowan ed il cast si adeguassero completamente, nel frattempo la gang perse Joe Cobb, Jean Darling e Harry Spear, mentre fecero il loro ingresso Norman "Chubby" Chaney, Dorothy DeBorba, Matthew "Stymie" Beard, Donald Haines e Jackie Cooper. Cooper si rivelò la personalità di cui aveva bisogno la serie dopo la partenza di Mickey Daniels e fu protagonista di tre episodi della serie nella stagione 1930-31: Teacher's Pet, School's Out e Love Business. Questi tre cortometraggi approfondirono la cotta di Jackie Cooper per la nuova insegnante, Miss Crabtree, interpretata da June Marlowe. Cooper presto conquistò il ruolo principale in Skippy, film della Paramount, e Roach vendette il suo contratto alla MGM nel 1931. Altri membri del cast ad apparire nei primi episodi sonori furono Buddy McDonald, Bobby "Bonedust" Young, e Shirley Jean Rickert. Molti fecero anche un cameo di gruppo in una commedia "all star" del 1931 intitolata I gioielli rubati.
A partire da When the Wind Blows, la maggior parte degli episodi della serie venne accompagnata da una colonna sonora. Inizialmente la musica consisteva in versioni orchestrali di brani famosi. Marvin Hatley aveva lavorato come direttore musicale degli studio di Hal Roach dal 1929 e Leroy Shield, impiegato della RCA, si unì alla compagnia come direttore part-time a partire dalla metà degli anni Trenta. La musica di Hatley e Shield, con influenze jazz, fece la sua prima apparizione nelle Simpatiche canaglie nel 1930 in Pups is Pups, e divenne poi un marchio riconoscibile non solo di questa serie, ma anche di Stanlio e Ollio e di altre serie e film prodotti da Roach. Un altro cortometraggio del 1930, Teacher's Pet, segnò per la prima volta l'uso della theme music di Our Gang, "Good Old Days", composta da Leroy Shield e contenente un notevole assolo di saxofono. Le musiche di Shield e Hatley supportarono la serie fino a tutto il 1934, dopodiché la musica di sottofondo divenne sempre meno frequente.
Nel 1930 Roach avviò la produzione di The Boy Friends, una breve serie a soggetto che era in pratica una versione adolescenziale delle Simpatiche canaglie. The Boy Friends, nel cui cast erano presenti le ex-canaglie Mickey Daniels e Mary Kornman, fu prodotto da Roach per due anni, per un totale di 15 episodi.

### 1931-1933: periodo di transizione
Jackie Cooper lasciò la serie ad inizio 1931 in un momento di grandi cambiamenti, visto che la sua dipartita fu seguita da quella di altri personaggi come Farina Hoskins, Chubby Chaney e Mary Ann Jackson: le Simpatiche canaglie entrano così in un secondo periodo di transizione, simile a quello della metà degli anni Venti. Stymie Beard, Wheezer Hutchins e Dorothy DeBorba portarono avanti la serie in questo periodo, aiutati da Sherwood Bailey e Kendall "Breezy Brisbane" McComas. A differenza di quanto era successo a metà anni Venti, però, il regista McGowan questa volta fu in grado di mantenere alta la qualità del prodotto con l'aiuto dei numerosi attori del cast regolare e di quello dello staff di scrittori di Hal Roach. Molti di questi cortometraggi vedono le prime apparizioni di Jerry Tucker e Wally Albright, che in seguito divennero membri fissi del cast.
Verso la fine del 1931, a soli 3 anni, fece il suo ingresso nella serie la nuova scoperta di Roach, George "Spanky" McFarland il quale, ad eccezione di una breve pausa nell'estate 1938, rimase nella serie per ben 11 anni. Inizialmente aveva il ruolo del bambino piccolo che si aggregava alla compagnia dei più grandi, ma dal 1934, dopo aver trovato una spalla in Scotty Beckett, la sua importanza crebbe rapidamente fino a diventare la principale star dello show. Si aggiudicò anche altre parti al di fuori della serie e naturalmente era presenza fissa negli spot e nel merchandising legati all'immagine delle Simpatiche canaglie, rendendo popolare le sue espressioni caratteristiche "Okey-dokey!" e "Okey-doke!"
Dickie Moore, un attore bambino ormai "veterano", si unì alla serie a metà del 1932 e vi restò per un anno. Altri membri del cast di questo periodo furono Dickie Jackson, fratello di Mary Ann Jackson, John "Uh-huh" Collum e Tommy Bond. A seguito della partenza di Dickie Moore a metà 1933, anche altri membri di lungo corso del cast abbandonarono la serie: Wheezer (che era stato nel cast si dall'ultimo periodo "muto" della Pathé) e Dorothy.

### 1933-1936: nuova regia e la nascita di Alfalfa
Robert McGowan, affetto da esaurimento dovuto in gran parte allo stress nel lavorare con bambini e ragazzini, già nel 1931 aveva cercato di lasciare il suo ruolo di regista-produttore. Ma non trovando sostituti, Hal Roach era riuscito a convincerlo a restare almeno per un altro anno. Per questo motivo, all'inizio della stagione 1933-34 il format della serie fu significativamente modificato per andare incontro alle richieste di McGowan e convincerlo a rimanere per un altro anno. I primi due episodi della stagione Bedtime Worries e Wild Poses (in cui fecero un cameo a sorpresa anche Stanlio e Ollio), distribuiti nell'autunno del 1933, erano incentrati su Spanky McFarland e sui suoi sfortunati genitori, interpretati da Gay Seabrook e Emerson Treacy, in una sorta di sit-com familiare per certi versi molto simile a quelle che avrebbero spopolato poi in televisione. Un cast ridotto di bambini - Stymie Beard, Tommy Bond, Jerry Tucker e Georgie Billings - appariva come semplice contorno e con minutaggio ridotto.
McGowan rimase comunque insoddisfatto e lasciò la serie improvvisamente dopo Wild Poses. Unitamente ad un paio di assenze di Spanky McFarland, dovute ad altri impegni lavorativi, i lavori delle Simpatiche canaglie andarono in stand-by per quattro mesi, durante i quali il format della serie fu rivisto e riportato vicino all'originale, venendo affidato ad un nuovo regista, il tedesco Gus Meins.
Hi-Neighbor!, distribuito nel marzo 1934, pose fine a questa pausa e fu il primo episodio diretto da Meins, un veterano della serie (un tempo concorrente) Buster Brown. Gordon Douglas era l'assistente alla regia, mentre Fred Newmeyer si alternò a Meins nei compiti di regia in qualche episodio. Gli episodi diretti da Meins erano meno improvvisati di quelli di McGowan ed erano molto più incentrati sul dialogo. McGowan fece il suo ritorno due anni dopo per dirigere il suo episodio di addio, Divot Diggers, uscito nel 1936.
Confermati Spanky McFarland, Stymie Beard, Tommy Bond e Jerry Tucker, la nuova veste della serie aggiunse Scotty Beckett, Wally Albright e Billie Thomas, che recitava la parte della sorella di Stymie, "Buckwheat", nonostante fosse un maschio. A questi si aggiunsero altri attori semi-regolari, come Jackie Lynn Taylor, Marianne Edwards e Leonard Kibrick, il bullo del vicinato. Tommy Bond e Wally Albright lasciarono il cast a metà 1934; Jackie Lynn Taylor e Marriane Edwards nel 1935.
All'inizio del 1935 entrarono nel cast due bambini originari dell'Illinois, Carl Switzer e suo fratello Harold, dopo aver impressionato Roach in una performance estemporanea negli studios. Mentre Harold fu relegato a pochi ruoli di comparsa, Carl Switzer si dimostrò di gran talento, diventando il celebre "Alfalfa" (in italiano noto anche come "Alfa Alfa"), sostituendo di fatto Scotty Beckett nel ruolo di spalla di Spanky, fino al 1940. Stymie Beard invece, abbandonò il cast poco dopo ed il ruolo di Buckwheat fu sottilmente trasformato in personaggio maschile. Nello stesso anno, mentre Scotty Beckett abbandonò per continuare la sua carriera fuori dalla serie, arrivarono Darla Hood, Patsy May e Eugene "Porky" Lee.

### Gli ultimi anni di Hal Roach
Le Simpatiche canaglie ebbero grande successo negli anni Venti e negli anni Trenta. Tuttavia, a partire dal 1934 molte sale cinematografiche cominciarono a rifiutare le commedie strutturate con un episodio ripartito su due bobine (durata di 20 minuti), come questa o quelle di Stanlio e Ollio, preferendo invece produzioni con due episodi distinti. Lo show di Stanlio e Ollio fu convertito a metà del 1935. Nel 1936 Hal Roach cominciò a considerare l'idea di interrompere Our Gang, finché il presidente della MGM, Louis B. Mayer, lo convinse a mantenere la popolare serie ancora in produzione. Roach accettò e cominciò a produrre episodi più brevi, che stessero su un'unica bobina da 10 minuti. Il primo di questi episodi fu Bored of Education (1936), che segnò il debutto alla regia dell'ex assistente Gordon Douglas e che vinse l'Academy Award per il miglior soggetto breve (in una bobina) nel 1937.
Come parte dell'accordo con la MGM per continuare la serie, Roach ricevette il nulla-osta per la produzione di un film basato sulla serie, General Spanky, sperando di riuscire a portare la serie sul grande schermo come gli era riuscito con Stanlio e Ollio. Diretto da Gordon Douglas e Fred Newmeyer, il cast di General Spanky comprendeva Spanky, Buckwheat e Alfa Alfa in una storia sentimentale alla Shirley Temple ambientata all'epoca della guerra civile americana. Il film era più incentrato sugli adulti (Phillip Holmes e Rosina Lawrence) che sui bambini e ai botteghini fu un fallimento. Dalla serie non furono più tratti film.
Dopo anni di graduali cambiamenti nel cast, la troupe si consolidò nel 1936 con il passaggio agli episodi da 10 minuti. Gran parte dei fan accidentali della serie sono legati in effetti ai personaggi di quest'era quali Spanky, Alfa Alfa, Darla, Buckwheat e Porky, oltre che ad alcune comparse ricorrenti come i bulli Butch e Woim ed il "secchione" Waldo. Tommy Bond, che aveva fatto diverse apparizioni a partire dal 1932, tornò in pianta stabile nella serie nel ruolo di Butch a partire dall'episodio Glove Taps del 1937. Sidney Kibrick, fratello minore di Leonard Kibrick, impersonava invece The Woim, l'amichetto di Butch. In Glove Taps ci fu anche la prima apparizione di Darwood Kaye nei panni dell'occhialuto e frivolo Waldo. In episodi successivi, sia Butch che Waldo vennero rappresentati come i principali rivali di Alfa Alfa nella conquista dell'amore di Darla. Altri elementi popolari di questa seconda metà degli anni Trenta furono lo "He-Man Woman Haters Club" da Hearts Are Thumps e Mail and Female (entrambi del 1937), l'interazione tra Alfa Alfa e Spanky sul modello di Stanlio e Ollio, nonché la coppia comica di supporto rappresentata da Porky e Buckwheat.
Nel 1937 Roach produsse l'ultimo cortometraggio in due bobine, un musical ad alto budget intitolato Our Gang Follies of 1938, parodiando Follie di Broadway 1938 della MGM. In Follies of 1938 Alfa Alfa, che aspira a diventare un cantante d'opera, si addormenta e sogna che il suo vecchio amico Spanky è diventato il ricco proprietario di uno sciccoso night club a Broadway, dove Darla e Buckwheat si esibiscono guadagnando "centinaia di migliaia di dollari."
Con i margini di profitto che continuavano a ridursi a causa della produzione di due episodi da 10 minuti anziché uno da 20, Roach non poté più permettersi di continuare a produrre la serie. Tuttavia la MGM non volle interrompere la produzione e così si accordò per succedere a Roach nella sua produzione. Il 31 maggio 1938 Roach vendette così le Simpatiche canaglie alla MGM, inclusi i diritti al nome ed i contratti con gli attori e con gli scrittori, per un totale di 25.000 dollari. Dopo aver distribuito Venti anni dopo di Stanlio e Ollio, Roach chiuse anche il suo contratto di distribuzione con la MGM, passando alla United Artists ed abbandonando il business dei cortometraggi. L'ultimo episodio delle Simpatiche canaglie prodotto da Roach, Hide and Shriek, fu infatti anche l'ultimo cortometraggio in assoluto da lui prodotto.

### Era MGM
The Little Ranger fu il primo cortometraggio della serie prodotto in casa dalla MGM. Gordon Douglas fu "preso in prestito" dagli Hal Roach Studios per dirigere questo primo episodio ed un altro cortometraggio della MGM, La lanterna di Aladino, mentre come regista definitivo fu ingaggiato George Sidney. La serie de Le simpatiche canaglie fu utilizzata dalla MGM come palestra per futuri registi: Sidney, Edward Cahn e Cy Endfield cominciarono tutti da qui prima di passare al grande schermo. Un altro regista, Herbert Glazer, fece da regista di seconda unità.
Quasi tutti i 52 episodi prodotti dalla MGM furono scritti dell'ex regista di Roach, Hal Law e dall'ex aiuto regista Robert A. McGowan (noto anche come Anthony Mack, nipote dell'ex regista della serie Robert F. McGowan). Robert A. McGowan fu accreditato nella serie semplicemente come "Robert McGowan", cosa che per decenni portò a molta confusione sul fatto che questo Robert McGowan e l'omonimo regista senior fossero la stessa persona o meno.
Nel 1938 Alfa Alfa aveva ormai superato Spanky in popolarità ed era diventato il personaggio principale della serie; infatti Spanky McFarland lasciò la serie poco prima della cessione alla MGM. Il casting del suo sostituto fu rinviato fino alla cessione alla MGM, che poi si occupò di re-ingaggiare McFarland.
Nel 1939 Porky fu sostituito da Mickey Gubitosi, poi noto con il nome d'arte di Robert Blake. Tommy Bond, Darwood Kaye e Alfa Alfa Switzer lasciarono tutti la serie nel 1940, quando invece fecero il loro ingresso nella serie Billy "Froggy" Laughlin (con la sua voce alla Popeye) e Janet Burston. Per la fine del 1941 anche Darla Hood lasciò la serie e Spanky McFarland la seguì un anno dopo. Buckwheat rimase invece nella serie fino all'ultimo episodio, unico reduce dell'era Roach.
In generale, gli episodi prodotti dalla MGM non furono accolti bene quanto quelli di Hal Roach, sia per via dell'inesperienza della MGM a trattare gli slapstick, marchio di fabbrica delle Simpatiche canaglie, sia per l'insistenza sui personaggi di Alfa Alfa, Spanky e Buckwheat, che rimasero nella serie fin quando erano ormai degli adolescenti. Gli episodi prodotti dalla MGM sono considerati da molti storici di cinema e dagli stessi bambini della serie come peggiori rispetto a quelli di Hal Roach. La recitazione dei bambini era spesso artificiosa, con i dialoghi che non erano più spontanei e improvvisati ma scritti e recitati rigidamente. Le storie raccontate erano meno leggere, l'azione era spesso guidata da situazioni legate al mondo degli adulti e solitamente gli episodi contenevano una morale, un messaggio di civismo o tematiche patriottiche. Alla serie fu anche data una stabile collocazione geografica, la fittizia città di Greenpoint, e le marachelle causate dalle "canaglie" furono drasticamente ridimensionate.
Gli esercenti delle sale di proiezione notarono il calo di qualità e cominciarono a lamentare un decadimento della serie. Quando sei dei tredici episodi distribuiti tra il 1942 ed il 1943 registrarono delle perdite, la MGM decise di interrompere Le simpatiche canaglie producendo l'ultimo episodio, Dancing Romeo, il 29 aprile 1944.
Nel frattempo, dal 1937 la serie era cominciata ad uscire nel Regno Unito sul giornalino The Dandy come striscia a fumetti autorizzata, disegnata da Dudley D. Watkins. A partire dal 1942 la MGM concesse i diritti della serie alla Dell Comics per la pubblicazione degli Our Gang Comics, con protagonisti i bambini della gang, Barney Bear e Tom and Jerry. Le strisce su The Dandy terminarono tre anni dopo la chiusura della serie, nel 1947, mentre Our Gang Comics sopravvisse alla serie per cinque anni, cambiando infine nome nel 1949 in Tom and Jerry Comics. Nel 2006 la Fantagraphics Books cominciò a fare uscire dei volumi con delle ristampe delle storie de Le simpatiche canglie, in gran parte scritte e disegnate da Walt Kelly, creatore di Pogo.

## Gli ultimi anni ed il revivalThe Little Rascals

### Il pacchetto televisivoThe Little Rascals
Quando Hal Roach vendette la serie alla MGM, mantenne l'opzione di poter acquistare indietro i diritti al marchio Our Gang, a condizione di non produrre più commedie con bambini come protagonisti e nello spirito della serie stessa. A metà degli anni Quaranta Roach decise di creare una nuova serie sullo stampo di Our Gang e rinegoziò forfettariamente i suoi diritti sul riacquisto del nome della serie al fine di poter produrre due nuovi film Cinecolor, Curley e Who Killed Doc Robbin. Nessuno dei due film ebbe successo, né di critica né di pubblico, così Roach modificò i suoi progetti e virò sulla ri-distribuzione degli episodi originali delle Simpatiche canaglie.
Nel 1949 la MGM vendette ad Hal Roach l'archivio degli episodi (muti e sonori) prodotti tra il 1927 ed il 1938, mantenendo però per sé il diritto al marchio Our Gang, i 52 episodi prodotti da lei ed il film General Spanky. Per contratto, Roach dovette rimuovere dagli episodi che intendeva redistribuire il logo con il leone della MGM e tutte le frasi scritte contenenti il nome o il logo di "Metro-Goldwyn-Mayer", "Loews Incorporated" e Our Gang. Usando una versione modificate del nome originale della serie, Roach assemblò gli 80 episodi sonori della serie sotto il nome di The Little Rascals. La Monogram Pictures e la succedente Allied Artists redistribuirono gli episodi nelle sale a partire dall'inizio del 1951. La sezione televisiva della Allied Artists, la Interstate Television, trasmise in syndication gli episodi a partire dal 1955.
Con il suo nuovo nome, la serie godette di una nuova ondata di popolarità in televisione e tornarono ad essere commercializzati fumetti, giocattoli ed altro merchandising sotto il nuovo marchio di Little Rascals. Vedendo il potenziale commerciale del prodotto, nel 1956 anche la MGM cominciò a distribuire alle televisioni gli episodi di Our Gang di sua proprietà, così che da allora e per tre decadi due distinti pacchetti di episodi della serie andarono in competizione televisiva. Alcune emittenti comprarono entrambi i prodotti, trasmettendoli contemporaneamente sotto il nome di Little Rascals.
I diritti televisivi per gli episodi originali muti prodotti dalla Pathé furono invece venduti alla National Telepix e ad altre compagnie, che li distribuirono sotto svariati titoli quali The Mischief Makers e Those Lovable Scallawags with Their Gangs.

### L'acquisizione da parte della King World
Nel 1963 gli Hal Roach Studios, all'epoca diretti dal figlio del fondatore, Hal Jr., fallirono. Un agguerrito nuovo agente di syndication di nome Charles King acquisto i diritti televisivi per The Little Rascals durante le procedure di bancarotta e fece tornare i cortometraggi in televisione. Il successo de The Little Rascals spianò la strada alla nuova società di King, la King World Productions, facendola diventare uno dei principali syndicator televisivi al mondo.
Nel 1971, a causa di alcune controversie in merito a delle battute a sfondo razziale nello show e ad altri contenuti ritenuti di cattivo gusto, la King World editò significativamente le sue copie di Little Rascals. Molti episodi furono tagliati da 2 fino a 4 minuti, mentre molti altri episodi (tra i quali Spanky, Bargain Day, The Pinch Singer e Abbasso la pappa) furono tagliati di quasi la metà.
Allo stesso tempo, otto cortometraggi della serie furono eliminati del tutto dal pacchetto televisivo di episodi della King World. Lazy Days, Moan and Groan, Inc., A Tough Winter (con Stepin Fetchit come guest-star), Little Daddy, A Lad an' a Lamp, The Kid From Borneo e Little Sinner furono infatti eliminati dal pacchetto in syndication per motivi di "percepito razzismo", mentre Big Ears fu eliminato in quanto trattava il tema del divorzio. Uno dei primi sonori, Railroadin', non fece invece mai parte del pacchetto in quanto la sua colonna sonora (registrata su dischi in vinile) non fu trovata e venne data per persa, anche se in seguito fu ritrovata e ricollegata al suo episodio.
All'inizio degli anni Duemila, i 71 episodi della King World furono re-editati e molte (anche se non tutte) delle scene tagliate nel 1971 vennero ripristinate, unitamente al titolo originario di Our Gang. Questa nuova edizione televisiva fece il suo debutto sulla televisione via cavo American Movie Classics nel 2001 e proseguì fino al 2003.

### Le nuove produzioni
Nel 1977 Norman Lear provò a riportare in vita le Canaglie, girando tre episodi pilota de The Little Rascals. Questi episodi non trovarono acquirenti, ma ebbero comunque il merito di lanciare un giovane Gary Coleman.
Il 1979 fu l'anno di The Little Rascals Christmas Special, uno special natalizio animato prodotto dalla Murakami-Wolf-Swenson, scritto da Romeo Muller e doppiato da Darla Hood (che morì prima che lo show fosse trasmesso) e Matthew "Stymie" Beard.
Hanna-Barbera riportò sullo schermo la gang dal 1982 al 1984 in una serie di cartoni animati intitolata Little Rascals, che veniva trasmessa il sabato mattina sulla ABC all'interno dello The Pac-Man/Little Rascals/Richie Rich Show (in seguito The Monchichis/Little Rascals/Richie Rich Show). In questo cartone figuravano le voci di Patty Maloney per Darla, Peter Cullen per Petey e l'Ufficiale Ed, Scott Menville per Spanky, Julie McWhirter Dees per Alfa Alfa, Porky e Woim, Shavar Ross per Buckwheat e B.J. Ward per Butch e Waldo.
Molti produttori, compreso l'ex "rascal" Jackie Cooper, fecero episodi pilota per nuove serie di Simpatiche canaglie, ma nessuna di queste andò mai in produzione.
Nel 1994, Amblin Entertainment e Universal Pictures distribuirono il film Piccole canaglie, un film basato sulla serie contenente la reinterpretazione di alcuni episodi storici di Our Gang quali Hearts are Thumps, Rushin' Ballet eHi'-Neighbor! Nel cast del film, diretto da Penelope Spheeris, figurano Travis Tedford nei panni di Spanky, Bug Hall come Alfa Alfa e Ross Bagley come Buckwheat. Vi sono inoltre dei cameo delle gemelle Mary-Kate e Ashley Olsen, Whoopi Goldberg, Mel Brooks, Reba McEntire, Daryl Hannah, Donald Trump, e Raven-Symoné. The Little Rascals fu un moderato successo per la Universal, incassando 51.764.950 dollari al botteghino.

### In Italia
In Italia la serie andò in onda a varie riprese (tutt'oggi alla RAI, specie nelle trasmissioni del mattino, viene mandato in onda qualche episodio), in alcuni casi vennero trasmessi degli episodi colorizzati. La sigla italiana del telefilm nelle trasmissioni degli anni 1980/90 (su Rai 1 e in seguito su Rai 2) era la canzone "Al volante di una Ford" (testo di Rino Ciglio, musica di Franco Campanino), cantata dai Succo d'arancia con il piccolo Pier Francesco e con la partecipazione di Ernesto Vitolo al piano.
Nell'estate 2013 viene trasmessa quotidianamente su Rai 3 nella fascia pre-serale, a seguito di Blob.

## Eredità ed influenze
I personaggi di questa serie divennero vere e proprie icone, identificabili spesso dal solo nome: Alfa Alfa, Spanky, Buckwheat, Darla e Froggy per citare i più noti. Come molti altri attori bambini, anche i protagonisti di questa serie finirono per essere stereotipati ed ebbero dei problemi ad uscire dai personaggi che avevano impersonificato.
Molti ragazzi della serie, tra cui Carl Switzer, Scotty Beckett, Norman Chaney, Billy Laughlin, Donald Haines e Bobby Hutchins, morirono prima dei quarant'anni. Questo ha portato ad alimentare una leggenda metropolitana sulla "maledizione" che aleggiava sugli attori di questa serie, una voce resa ancora più celebre da un documentario E! True Hollywood Story del 2002 intitolato "The Curse of the Little Rascals". Il sito web Snopes.com ha invece sfatato la diceria della maledizione, affermando che non vi erano prove di alcun modello insolito di decessi, prendendo in esame tutti i principali attori delle Simpatiche canaglie, nonostante la morte di alcuni di essi.
Il lavoro dei bambini nella serie fu largamente poco riconosciuto negli anni successivi, a parte la stella sulla Hollywood Walk of Fame dedicata postuma a Spanky McFarland nel 1994. Né lui né nessun altro attore della serie ha mai ricevuto alcun diritto d'autore o royalty per le successive messe in onda della serie o per la vendita di merchandising con la loro immagine. Per questi attori l'unica fonte di entrata legata alla serie sono stati appunto i salari settimanali che percepivano durante le riprese, che andavano dai 40 dollari per gli ultimi arrivati fino a oltre 200 dollari per le stelle come Farina, Spanky e Alfa Alfa.
Notevole eccezione è rappresentata da Jackie Cooper, che ebbe una carriera da attore anche da adulto ottenendo pure una nomination agli Academy Award. Cooper divenne famoso per il personaggio di Perry White nei film di Superman con Christopher Reeve, nonché per aver diretto da regista alcuni episodi di serie televisive quali M*A*S*H e Superboy.
Nel 2004, l'episodio Pups is Pups del 1930 è stato riconosciuto come "culturalmente significativo" dalla Library of Congress degli Stati Uniti e selezionato per essere preservato nel National Film Registry.

### Imitazioni, eredi ed impostori
La popolarità delle Simpatiche canaglie portò gli studios concorrenti a creare degli analoghi cortometraggi incentrati sui bambini. Tra le imitazioni più importanti si ricordano The Kiddie Troupers con il futuro attore Eddie Bracken, Baby Burlesks con Shirley Temple, la serie Buster Brown (dalla quale poi Our Gang importò Pete the Pup ed il regista Gus Meins) e il principale concorrente delle Simpatiche canaglie, Mickey McGuire con Mickey Rooney. Alcune imitazioni invece meno riuscite furono The McDougall Alley Gang (Bray Productions, 1927–1928), The Us Bunch e Our Kids. Ci sono anche prove che produzioni sul genere di Our Gang furono girate in piccole cittadine degli Stati Uniti usando bambini del posto negli anni Venti e negli anni Trenta. Queste produzioni non avevano legami ufficiali con Hal Roach, ma spesso usavano sceneggiature della sua serie ed addirittura si autodefinitvano produzioni di Our Gang.
Più tardi molti adulti millantarono di aver fatto parte del cast delle Simpatiche canaglie: una lunga lista di persone, alcune di esse anche famose in ambiti diversi da quello della recitazione, come Nanette Fabray, Eddie Bracken ed il giornalista di gossip Joyce Haber dichiarò di aver fatto parte del cast, o è stato pubblicamente riconosciuto come ex membro del cast. Ad esempio la biografia ufficiale di Bracken manipolata a sua insaputa scrivendo che era apparso in Our Gang, anziché in The Kiddie Troupers com'era invece vero.
Tra gli impostori più famosi figura Jack Bothwell, che dichiarava di aver impersonato un personaggio chiamato "Freckles", e andò oltre, apparendo nello show televisivo To Tell The Truth nell'autunno del 1957, continuando a raccontare questa frottola. Nel 2008 morì Mollie Barron, che affermava di essere apparsa come Darla in Our Gang. Un altro impostore è Bill English, impiegato di un supermercato, che fece un'apparizione il 5 ottobre 1990 in una trasmissione della ABC intitolata 20/20, durante la quale affermò di essere stato l'interprete di Buckwheat. Secondo quanto affermò la rete, fu Spanky McFarland ad informarli della verità ed in dicembre William Thomas, Jr. (figlio di Billie Thomas, il Buckwheat originale) querelò l'ABC per negligenza.

### Persone ed enti intitolate alla serie
Numerosi gruppi, società ed enti si sono ispirate alla serie o ne hanno preso il nome. Ad esempio il gruppo musicale folk-rock Spanky and Our Gang, che però oltre al nome non ha alcun legame con la serie. La rock band Extreme ha composto un pezzo chiamato "He man woman hater". Ci sono anche molti ristoranti e asili sparsi per tutti gli Stati Uniti che, in maniera del tutto non autorizzata, portano il nome di Little Rascals o Our Gang. Ren e Stimpy, protagonisti animati dell'omonimo show sul canale televisivo per bambini Nickelodeon, erano stati originariamente ideati come personaggi di un cartone animato intitolato Your Gang, incentrato appunto su un gruppo di bambini.

## Edizioni home video e diritti d'autore

### 16 mm, VHS e DVD
Per molti anni, la Blackhawk Films ha distribuito 79 degli 80 episodi sonori di Roach su pellicola da 16 millimetri. I dischi con il sonoro di Railroading'  erano andati persi negli anni Quaranta, per cui di questo episodio fu commercializzata una versione muta fino al 1982, quando i dischi con il sonoro vennero ritrovati nei depositi della MGM ed il cortometraggio fu così ripristinato con il suo sonoro originale. Come per gli episodi televisivi, le nuove uscite della Blackhawk di Little Rascals presentavano un nuovo formato dei titoli e delle didascalie, per via dell'accordo del 1949 tra MGM ed Hal Roach di non distribuire la serie con il suo titolo originale: ma l'unica modifica agli episodi originali era appunto la sostituzione dei loghi e dei titoli Our Gang con quelli Little Rascals.
Nel 1983, con la crescita del mercato dei VHS, la Blackhawk cominciò a distribuire Little Rascals anche su videocassette, disponibili solo su catalogo, con tre episodi su ognuna. La Blackhawk Films fu acquistata nel 1983 dalla National Telefilm Associates, divenuta poi Republic Pictures. La Republic ha poi messo sul mercato i VHS di Little Rascals in varie raccolte, non esaustive, per tutti gli anni Ottanta e per i primi anni Novanta. Alla fine, furono pubblicati in home video tutti tranne 11 episodi dell'era sonora di Hal Roach.

### Edizioni Cabin Fever/Hallmark
Nel 1993 la Republic vendette i diritti home video degli 80 episodi sonori di Hal Roach ed alcuni degli episodi muti alla Cabin Fever Entertainment. La Cabin Fever acquistò anche i diritti allo sfruttamento del marchio originale Our Gang e del loro MGM, così che per la prima volta in oltre cinquant'anni gli episodi sonori dell'era Roach vennero distribuiti commercialmente nel loro formato originale. Tra il 1994 ed il 1995 vennero prodotti 21 uscite in VHS, presentati da Leonard Maltin. Con quattro episodi per cassetta, la Cabin Fever commercializzò tutti e 80 gli episodi sonori e 4 episodi muti dell'era Roach, senza tagli e digitalmente rimasterizzati sia nell'audio che nell'immagine.
La Cabin Fever cominciò poi a produrre la versione DVD dei primi 12 volumi VHS di Little Rascals (ogni DVD includeva il contenuto di due VHS), ma la società chiuse i battenti nel 1998 prima che i DVD potessero essere distribuiti. I diritti home video di Little Rascals furono quindi venduti nel 1999 alla Hallmark Entertainment, la quale sostanzialmente ripulì i propri magazzini mettendo in commercio i DVD ad inizio 2000 senza alcuna campagna di lancio ufficiale. Sempre nello stesso anno furono rimessi in commercio i primi 10 volumi VHS della Cabin Fever, con un nuovo packaging, ed i primi due volumi furono prodotti anche su DVD con il titolo The Little Rascals: Volumes 1–2. Nel 2003 e nel 2005 la Hallmark emise due nuove collezioni su DVD da 10 episodi l'uno.
Nel 2006 la Legend Films produsse delle versioni colorizzate di 15 episodi di Our Gang (14 dell'epoca di Hal Roach più l'episodio della MGM, ma di dominio pubblico, intitolato Waldo's Last Stand), che furono distribuiti in tre DVD Little Rascals.
Il 28 ottobre 2008 la RHI Entertainment e la Genius Products fecero uscire un set di otto DVD, The Little Rascals – the Complete Collection. Questo set include tutti gli 80 episodi sonori prodotti da Hal Roach, 64 nella versione restaurata del 1994 e 16 nella versione più vecchia della Blackhawk Films, in quanto le relative copie rimasterizzate erano andate perse o smarrite durante la fase di produzione.
Il 14 giugno 2011 la Vivendi Entertainment pubblicò nuovamente sette degli otto DVD della The Little Rascals - The Complete Collection della produzione RHI/Genius Products' come uscite individuali. In questa uscita furono recuperate le versioni rimasterizzate del 1994 dei 16 episodi mancanti, ma furono esclusi gli extra contenuti nel set originale.

### MGM/Warner Bros. releases
Negli anni Ottanta e Novanta la MGM produsse diverse uscite della serie (non completa) su VHS, nonché una versione VHS del film General Spanky. Dopo la cessione dei diritti sugli archivi classici della MGM ai nuovi proprietari, Turner Entertainment/Warner Bros., alla fine degli anni Novanta, quattro degli episodi prodotti dalla MGM apparvero come bonus su alcuni DVD di film classici della Warner Bros.
Il 1º settembre 2009 la Warner Home Video pubblicò tutti e 52 gli episodi prodotti dalla MGM in una raccolta intitolata The Our Gang Collection: 1938–1942 (nonostante contenga anche gli episodi del 1943-44) per il mercato dei DVD su richiesta (manufacture-on-demand (MOD) DVD) e per il download digitale. La collezione può essere ordinata per posta oppure scaricata dal Warner Archive Collection, ed è acquistabile anche su iTunes Store.
Ci sono molte altre collezioni home video non ufficiali di Our Gang e Little Rascals, disponibili presso vari distributori, che contengono i cortometraggi (sia sonori che muti) divenuti ormai di dominio pubblico.

## Proprietà dei diritti
I diritti sui cortometraggi della serie sono divisi fra diverse società.
La Sonar Entertainment (in precedenza RHI Entertainment, Cabin Fever Entertainment e Hallmark Entertainment) detiene il copyright degli episodi prodotti di Our Gang da Hal Roach, compreso il diritto alla riproduzione cinematografica e sul mercato home video. La Sonar li acquisì dopo aver assorbito gli Hal Roach Studios nel 1988, nonché il patrimonio di Roach e la Cabin Fever Entertainment alla fine degli anni Novanta.
La CBS Television Distribution, nata dalla fusione tra King World Entertainment e CBS Paramount Domestic Television, detiene i diritti sul marchio Little Rascals e sul pacchetto televisivo Little Rascals. La CBS offre in syndication tanto gli episodi originali quanto quelli colorizzati. Il pacchetto televisivo Little Rascals della The King World/CBS fu oggetto di programmazione in esclusiva (per gli Stati Uniti) per il canale American Movie Classics dall'agosto 2001 al dicembre 2003, con Frankie Muniz come moderatore. Nell'ambito di un mese di tributo agli Hal Roach Studios, tra il 4 ed il 5 gennaio 2011 la Turner Classic Movies trasmise una maratona di 24 ore degli episodi di Our Gang prodotti da Roach - sia sonori che muti
Gli episodi prodotti dalla MGM, General Spanky ed i diritti sul nome Our Gang sono invece di proprietà della Warner Bros. Entertainment in quanto parte dell'archivio della Turner Entertainment. La Turner Entertainment acquisì questo patrimonio nel 1986 quando il suo fondatore, Ted Turner, acquistò l'archivio MGM pre-1986; nel 1996 Turner si fuse con la Time Warner. I diritti televisivi per gli episodi della MGM appartengono alla Warner Bros. Television Distribution, mentre i diritti home video alla Warner Home Video. Gli episodi della MGM vengono trasmessi ancora oggi regolarmente via cavo sul canale della Turner Classic Movies.
Il diffuso rumour che voleva che lo show-man Bill Cosby avesse comprato i diritti della serie per evitare la trasmissione in TV dei suoi stereotipi razzisti si è rivelato privo di fondamento: Cosby non ha mai posseduto diritti della serie.

## Doppiaggio
In Italia i personaggi più importanti della serie sono stati doppiati da:
- Georgia Lepore: Alfa-Alfa
- Anna Leonardi: Jackie Condon, Jackie Cooper
- Laura Boccanera: Mary
- Fabrizio Vidale (dal 1975 al 1977) - Massimiliano Alto (dal 1978 in poi) : Spanky

## Gli attori del cast
Hal Roach per i protagonisti di Our Gang scelse attori giovanissimi con un'età più o meno intorno ai 7 anni. Di seguito un elenco degli attori principali, distinti per epoca.

### Era Roach - film muti
- Ernie "Sunshine Sammy" Morrison (1922–1924)
- Mickey Daniels (1922–1926)
- Mary Kornman (1922–1926)
- Jackie Condon (1922–1928)
- Allen "Farina" Hoskins (1922–1931)
- Joe Cobb (1922–1929)
- Jack Davis (1922-1923)
- Andrew Samuel (1923-1925)
- Eugene "Pineapple" Jackson (1924–1925)
- Johnny M. Downs (1925-1927)
- Jay R. Smith (1926–1929)
- Jean Darling (1926–1929)
- Bobby "Wheezer" Hutchins (1926–1933)
- Mary Ann Jackson (1927–1931)

### Era Roach - film sonori
- Norman "Chubby" Chaney (1929–1931)
- Jackie Cooper (1929–1931)
- Donald Haines (1929–1933)
- Pete the Pup (1930–1938)
- Dorothy DeBorba (1930–1933)
- Matthew "Stymie" Beard (1930–1935)
- Jerry Tucker (1931–1938)
- Kendall McComas (1932)
- George "Spanky" McFarland (1932–1942)
- Tommy Bond (1932–1934 come Tommy, 1937–1940 come "Butch")
- Scotty Beckett (1934–1935)
- Billie "Buckwheat" Thomas (1934–1944)
- Carl "Alfalfa" Switzer (1935–1940)
- Darla Hood (1935–1941)
- Eugene "Porky" Lee (1935–1939)
- Darwood "Waldo" Kaye (1937–1940)

### Era MGM
- Mickey Gubitosi (Robert Blake) (1939–1944)
- Billy "Froggy" Laughlin (1940–1944)
- Janet Burston (1940–1944)

## Episodi colorati
In una messa in onda della Rai che risale circa alla fine degli anni ottanta e all'inizio degli anni novanta, gran parte degli episodi, girati negli anni trenta dalla serie, furono restaurati e colorati.
Questo processo fu eseguito anche con i film e i cortometraggi sonori di Stanlio e Ollio alla metà degli anni 80.

## DVD colorizzati
Gli episodi colorizzati dalla Legend Films sono 24, specificatamente nei seguenti cofanetti con i relativi DVD:
The Little Rascals Three-Disc Collection
1. The Best Of Our Gang
2. The Best of Spanky
3. Superstars of Our Gang

The Little Rascals Two-Disc Collection in Color, Vol. #2
1. The Best of Pete
2. The PoochSpanky, Alfaalfa & Darla's Memorable Episodes

Inoltre 53 episodi furono colorizzati nel 1994 dalla società "CST Entertainment Imaging Inc", e furono distribuiti in DVD esclusivamente in Germania dalla "Universal/Music/DVD", ma purtroppo questi DVD non sono più disponibili.